# 李威 (光緒進士)
李威，直隸省永平府灤州人，清朝政治人物、進士出身。
光緒六年（1880年），参加庚辰科殿試，登進士二甲第124名。同年五月，授內閣中書。